# 왕의 정원

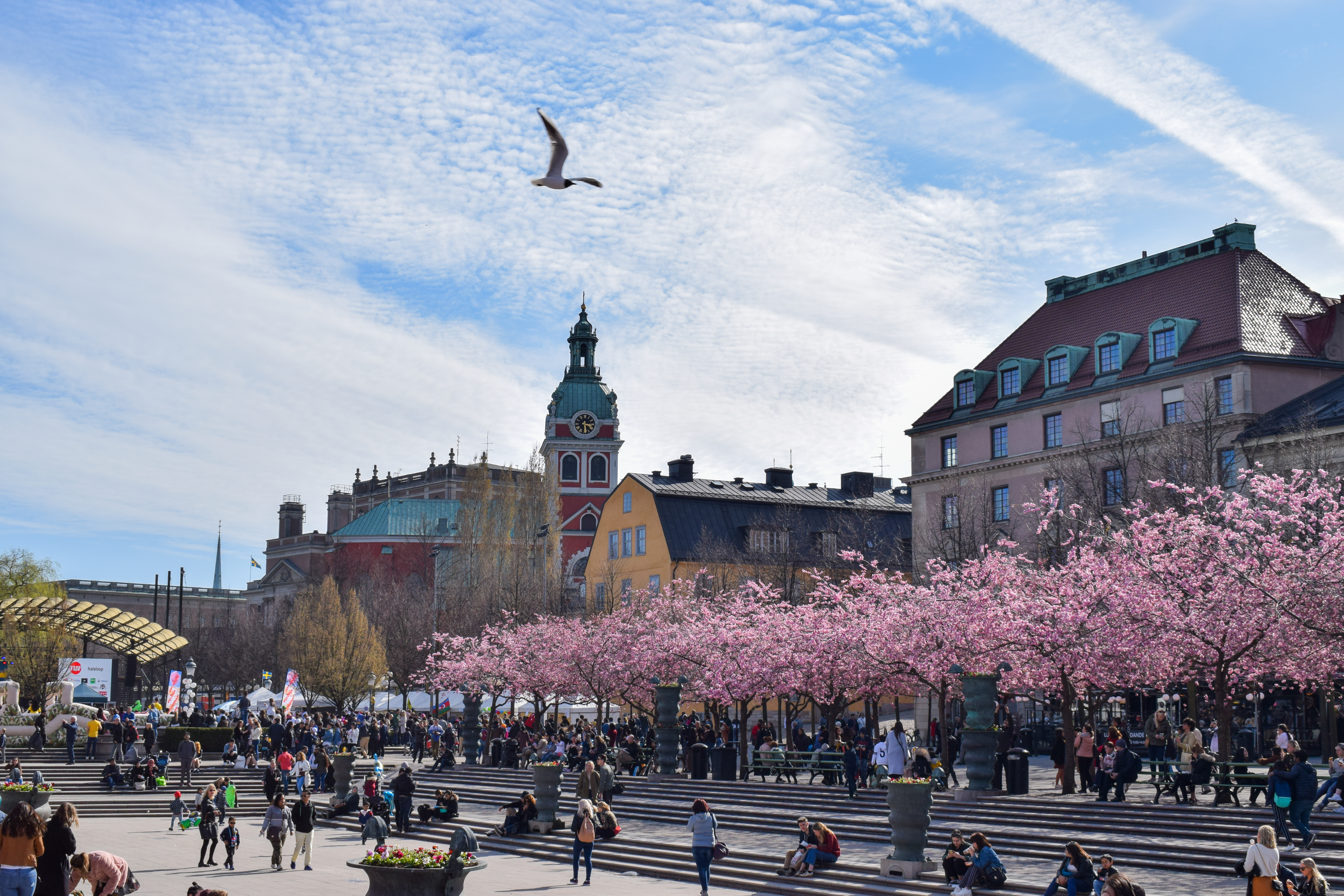

왕의 정원(스웨덴어: Kungsträdgården)은 스웨덴 스톡홀름에 위치한 공원이다.